# دائرة ضاية بن ضحوة
دائرة ضاية بن ضحوة دائرة من دوائر ولاية غرداية وعاصمتها ضاية بن ضحوة. وتضم بلدية ضاية بن ضحوة.